# Gabriel De Michèle
Gabriel De Michele (ur. 3 marca 1941 w Saint-Étienne) – francuski piłkarz występujący podczas kariery zawodniczej na pozycji obrońcy. Uczestnik mistrzostw świata w 1966 roku.
W latach 1961–1963 zawodnik klubu US Jarny. Następnie przez 12 lat grał dla FC Nantes. W latach 1965, 1966, 1973 świętował z tym klubem mistrzostwo Francji.